# Товарищество белорусской школы

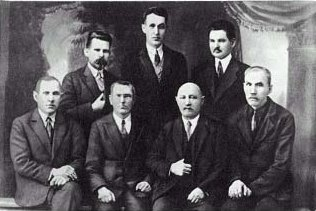
Главная управа ТБШ (слева направо) в первом ряду: Михаил Петкевич, Феликс Стацкевич, Сергей Павлович, Митрофан Кепель; во втором ряду: Григорий Ширма, Филипп Кизевич, Николай Мартынчик

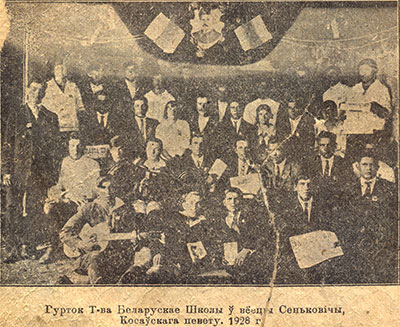
Кружок Товарищества белорусской школы в селе Сеньковичи Косовского уезда. 1928 г.

Товарищество белорусской школы (ТБШ) — культурно-просветительская организация, существовавшая в 1921—1936 годах на территории Срединной Литвы и входящей в состав польского государства Западной Белоруссии. Была основана в Радошковичах Брониславом Тарашкевичем, затем объединилась с Белорусским школьным советом в Вильно.

## История
Основная цель деятельности организации была провозглашена в уставе — «расширять и помогать просвещению в белорусском национальном, человеческом и христианском духе». Товарищество основывало и содержало белорусские народные школы и дома, курсы, учительские семинарии, читальни-библиотеки, средние и высшие учебные заведения, где велось преподавание на белорусском языке, издавало журналы, учебники и другую литературу (с 1921 года в Вильно действовало издательство организации), занималось концертной деятельностью, а также нелегально отправляло молодых людей на учёбу за границу, в том числе в БССР. Средства на деятельность ТБШ формировались путём ежемесячных членских взносов, добровольных пожертвований, доходов с концертов и продажи литературы. Членами ТБШ могли быть физические лица и задействованные в школах и школьных советах. Руководящим органом была Центральная Школьная Рада, которую избирали на собрании. Существовало 12 окружных управлений. Товарищество формально не касалось политики, но на деле активно выступало против полонизации и социального гнёта, а к концу 1930-х годов число проводимых им культурных мероприятий существенно уменьшилось, само же оно стало в значительной степени прикрытием для политической деятельности.
К середине 1930-х годов в товариществе насчитывалось, по разным данным, от 15 до 30 тысяч членов, большинство из которых проживали в сельской местности. 2 декабря 1936 года деятельность ТБШ была запрещена. 22 января 1937 года оно было распущено по приказу польских властей. Восстановлено в Республике Беларусь в 1996 году, ликвидировано в 2021 году.

## Общественное объединение в Республике Беларусь
22 марта 1996 года было создано Республиканское общественное объединение «Товарищество белорусской школы», которое было зарегистрировано Министерством юстиции Республики Беларусь.
Организация объединяла граждан с целью содействия формированию национальной образовательной системы всех уровней (от дошкольных до высших учебных и воспитательных учреждений), сохранению и развитию белорусской культуры, традиций и духовности. Президенты ТБШ — Геннадий Петровский (бывший первый заместитель министра образования), с 1999 г. (председатель с 2003 года) — Алесь Лозко (директор Белорусского научно-методического центра игры и игрушки Министерства образования, затем — доцент БГПУ).
Объединение было ликвидировано 17 сентября 2021 года.